# Vasa Mijić
Vasa Mijić (em sérvio:  Васа Мијић; Novi Sad, 11 de abril de 1973) é um ex-jogador de voleibol sérvio que competiu em duas edições de Jogos Olímpicos, conquistando a medalha de ouro em Sydney 2000.

## Carreira
Mijić disputou sua primeira Olimpíada na edição de 2000, em Sydney, quando a então seleção da Iugoslávia conquistou a inédita medalha de ouro após vitória sobre a Rússia.
Também foi convocado para disputar os Jogos Olímpicos de Atenas, em 2004, onde a seleção da Sérvia e Montenegro foi eliminada nas quartas-de-final pelos russos.